# الطرفاية (لمجاعرة)
الطرفاية هي إحدى مشيخات المملكة المغربية، تتبع جغرافيا لإقليم وزان وإداريًا للمجاعرة. يقدر عدد سكانها بـ 2396 نسمة حسب الإحصاء الرسمي للسكان والسكنى لسنة 2004.